# Karłygan
Karłygan (ros.: Карлыган) – pasmo górskie w azjatyckiej części Rosji, w Kraju Krasnojarskim, w łańcuchu Sajanu Zachodniego. Rozciąga się na długości ok. 100 km między dolinami Wielkiego i Małego Abakanu. Najwyższy szczyt pasma, Anyjtajga, ma wysokość 2834 m n.p.m. Góry zbudowane są z łupków metamorficznych i granitów. Porozcinane są wąskimi i głębokimi dolinami rzek. Zbocza pokryte są tajgą ciemną z sosną, jodłą i świerkiem. W wyższych partiach (powyżej 1800–2000 m n.p.m.) występują rumowiska skalne i górska tajga; w części południowej – skaliste szczyty.